# Persone di nome Jan/Pittori
| Questa pagina contiene informazioni ricavate automaticamente dalle voci biografiche con l'ausilio del template Bio e di un bot. L'aggiornamento è periodico e automatico e ricostruisce completamente la pagina. Se manca una persona in questa lista, sei pregato di non aggiungerla, ma accertati piuttosto che la sua voce biografica contenga il template Bio e che i dati anagrafici siano correttamente compilati. Se il template Bio manca, inseriscilo tu stesso o, in alternativa, metti l'avviso {{tmp\|Bio}} che ne segnala la mancanza. Se i dati riportati sono sbagliati, correggi direttamente la voce biografica; le modifiche saranno visibili in questa lista entro pochi giorni. Per chiarimenti vedi il progetto antroponimi. La lista contiene solo le 107 persone che sono citate nell'enciclopedia e per le quali è stato implementato correttamente il template Bio. Pagina aggiornata al 22 giu 2025. |

Questa è una lista di persone presenti nell'enciclopedia che hanno il nome Jan e sono pittori.

## A(3)
- Jan Aalmis, pittore e ceramista olandese (Rotterdam, n. 1674 - Rotterdam, † 1755)
- Jan van Aken, pittore e incisore olandese (Amsterdam, n. 1614 - Amsterdam, † 1661)
- Jan Asselyn, pittore olandese (Dieppe - Amsterdam)

## B(13)
- Jan van Balen, pittore fiammingo (Anversa, n. 1611 - Anversa, † 1654)
- Jan Beerstraaten, pittore olandese (Amsterdam, n. 1622 - Amsterdam, † 1666)
- Jan van Bijlert, pittore olandese (Utrecht, n. 1598 - Utrecht, † 1671)
- Jan Frans van Bloemen, pittore e incisore fiammingo (Anversa, n. 1662 - Roma, † 1749)
- Jan Boeckhorst, pittore tedesco (Münster - Anversa, † 1668)
- Jan Both, pittore olandese (Utrecht, n. 1618 - Utrecht, † 1652)
- Jan de Bray, pittore olandese (Haarlem, n. 1627 - Amsterdam, † 1697)
- Jan Gerritsz van Bronckhorst, pittore e incisore olandese (Utrecht, n. 1603 - Amsterdam, † 1661)
- Jan Bruegel il Giovane, pittore fiammingo (Anversa, n. 1601 - † 1678)
- Jan Brueghel il Vecchio, pittore fiammingo (Bruxelles, n. 1568 - Anversa, † 1625)
- Jan Peeter Brueghel, pittore olandese (n. 1628 - † 1680)
- Jan van Bunnick, pittore olandese (Utrecht, n. 1654 - Utrecht, † 1727)
- Jan Burssens, pittore belga (Malines, n. 1925 - Nevele, † 2002)

## C(4)
- Jan van de Cappelle, pittore olandese (n. 1624 - Amsterdam, † 1679)
- Jan van Coninxloo il Vecchio, pittore fiammingo (Bruxelles, n. 1489)
- Jan Cossiers, pittore e disegnatore fiammingo (Anversa, n. 1600 - Anversa, † 1671)
- Jan Coxie, pittore e disegnatore fiammingo (Malines, n. 1629 - Malines, † 1670)

## D(5)
- Jan de Beer, pittore fiammingo († 1528)
- Jan de Bisschop, pittore e incisore olandese (Amsterdam, n. 1628 - L'Aia, † 1671)
- Jan Baptist van Deynum, pittore fiammingo (Anversa, n. 1620 - Anversa, † 1668)
- Jan Davidsz. de Heem, pittore olandese (Utrecht, n. 1606 - Anversa)
- Jan de Wael, pittore fiammingo (Anversa, n. 1558 - Anversa, † 1633)

## E(1)
- Jan van Eyck, pittore fiammingo (Maaseik - Bruges, † 1441)

## G(7)
- Jan Pauwel Gillemans il Giovane, pittore belga (Anversa, n. 1651)
- Jan Pauwel Gillemans il Vecchio, pittore fiammingo (Anversa, n. 1618 - Anversa, † 1675)
- Jan van Glabbeeck, pittore olandese (n. 1635 - El Puerto de Santa María, † 1686)
- Jan Gossaert, pittore fiammingo (Maubeuge, n. 1478 - Anversa, † 1532)
- Jan van Goyen, pittore olandese (Leida, n. 1596 - L'Aia, † 1656)
- Jan de Groot, pittore olandese (Flessinga, n. 1650 - Haarlem, † 1726)
- Jan Nepomucen Głowacki, pittore polacco (Cracovia, n. 1802 - Cracovia, † 1847)

## H(10)
- Jan Kryštof Handke, pittore ceco (Janovice, n. 1694 - Olomouc, † 1774)
- Jan van den Hecke, pittore, incisore e disegnatore fiammingo (Kwaremont, n. 1620 - Anversa, † 1684)
- Jan Baptist van Heil, pittore fiammingo (Bruxelles, n. 1609 - Bruxelles)
- Jan Sanders van Hemessen, pittore fiammingo (Hemixen - † 1567)
- Jan de Herdt, pittore e disegnatore fiammingo (Anversa, n. 1620 - † 1686)
- Jan van der Heyden, pittore olandese (Gorinchem, n. 1637 - Amsterdam, † 1712)
- Jan Jozef Horemans il Giovane, pittore fiammingo (Anversa, n. 1714 - Anversa, † 1792)
- Jan Jozef Horemans il Vecchio, pittore fiammingo (Anversa, n. 1682 - Anversa, † 1759)
- Jan van Huchtenburgh, pittore, incisore e disegnatore olandese (Haarlem, n. 1647 - Amsterdam, † 1733)
- Jan van Huysum, pittore e disegnatore olandese (Amsterdam, n. 1682 - Amsterdam, † 1749)

## I(1)
- Jan Thomas van Ieperen, pittore, incisore e disegnatore fiammingo (Ypres, n. 1617 - Vienna, † 1673)

## J(4)
- Jan Hoogsaat, pittore, incisore e decoratore olandese (Amsterdam, n. 1654 - Amsterdam, † 1733)
- Jan Adam Kruseman, pittore olandese (Haarlem, n. 1804 - Haarlem, † 1862)
- Jan Miel, pittore fiammingo (Beveren-Waas, n. 1599 - Torino, † 1663)
- Jan Joest, pittore tedesco (Haarlem, † 1519)

## K(5)
- Giovanni Caracca, pittore fiammingo (Haarlem - Torino, † 1607)
- Jan Ksawery Kaniewski, pittore polacco (Krasiłów, n. 1805 - Varsavia, † 1867)
- Jan Kelderman, pittore olandese (Edam, n. 1914 - Amsterdam, † 1990)
- Jan van Kessel il Giovane, pittore fiammingo (Anversa, n. 1654 - Madrid, † 1708)
- Jan Kupecký, pittore ceco (Pezinok, n. 1666 - Norimberga, † 1740)

## L(4)
- Jan Lebenstein, pittore polacco (Brěst, n. 1930 - Cracovia, † 1999)
- Jan Lievens, pittore olandese (Leida, n. 1607 - Amsterdam, † 1674)
- Jan Andrea Lievens, pittore e disegnatore olandese (Anversa, n. 1644 - Amsterdam, † 1680)
- Jan Linsen, pittore olandese (Hoorn, n. 1602 - Hoorn, † 1635)

## M(8)
- Jan Baptist Lodewyck Maes, pittore belga (Gand, n. 1794 - Roma, † 1856)
- Jan Mandijn, pittore fiammingo (Haarlem, n. 1502 - Anversa, † 1560)
- Jan Martszen il Giovane, pittore e incisore olandese (Haarlem, n. 1609)
- Jan Kanty Maszkowski, pittore polacco (Chorostkiv, n. 1794 - Borshchovychi, † 1865)
- Jan Matejko, pittore polacco (Cracovia, n. 1838 - Cracovia, † 1893)
- Jan Matsys, pittore fiammingo (Anversa - † 1575)
- Jan Miense Molenaer, pittore olandese (Haarlem - Haarlem, † 1668)
- Jan Mostaert, pittore olandese (Haarlem)

## O(1)
- Jan Olis, pittore olandese (Gorinchem - Heusden, † 1676)

## P(5)
- Jan Peeters il Vecchio, pittore e disegnatore fiammingo (Anversa, n. 1624 - Anversa, † 1677)
- Jan Polack, pittore polacco (presumibilmente a Cracovia - Monaco di Baviera, † 1519)
- Jan Porcellis, pittore olandese (Gand - Zoeterwoude, † 1632)
- Jan Provoost, pittore fiammingo (Mons, n. 1465 - Bruges, † 1529)
- Jan Pynas, pittore olandese (Haarlem - Amsterdam, † 1631)

## R(3)
- Jan van Ravesteyn, pittore olandese (L'Aia, n. 1572 - † 1657)
- Jan Aelbertsz Riethoorn, pittore olandese (Haarlem, n. 1620 - Haarlem, † 1669)
- Jan Roos, pittore fiammingo (Anversa, n. 1591 - Genova, † 1638)

## S(9)
- Jan Saenredam, pittore, incisore e cartografo olandese (Zaandam, n. 1565 - Assendelft, † 1607)
- Jan Savery, pittore olandese (Haarlem, n. 1589 - Utrecht, † 1654)
- Jan van Scorel, pittore olandese (Schoorl, n. 1495 - Utrecht, † 1562)
- Jan Siberechts, pittore fiammingo (Anversa, n. 1627 - Londra)
- Jan Snellinck, pittore fiammingo (Malines, n. 1549 - Anversa, † 1638)
- Jan van Somer, pittore, disegnatore e incisore olandese (Amsterdam, n. 1645 - Amsterdam)
- Jan Sonjé, pittore olandese (Delft, n. 1625 - Rotterdam, † 1707)
- Jan Steen, pittore olandese (Leida, n. 1626 - Leida, † 1679)
- Jan Styka, pittore polacco (Leopoli, n. 1858 - Roma, † 1925)

## T(4)
- Jan Philips van Thielen, pittore fiammingo (Mechelen, n. 1618 - Mechelen, † 1667)
- Jan Thorn Prikker, pittore olandese (L'Aia, n. 1868 - Colonia, † 1932)
- Jan Toorop, pittore olandese (Purworejo, n. 1858 - L'Aia, † 1928)
- Jan Jansz Treck, pittore olandese (Amsterdam, n. 1606 - † 1652)

## V(15)
- Jan Woutersz van Cuyck, pittore olandese (Dordrecht, n. 1540 - Dordrecht, † 1572)
- Jan van Dornicke, pittore fiammingo (Doornik, n. 1470 - Anversa, † 1527)
- Jan van den Hoecke, pittore e disegnatore fiammingo (Anversa, n. 1611 - Anversa, † 1651)
- Giovanni Stradano, pittore fiammingo (Bruges, n. 1523 - Firenze, † 1605)
- Jan van de Venne, pittore fiammingo
- Jan Verhas, pittore belga (Dendermonde, n. 1834 - Schaerbeek, † 1896)
- Jan Verkade, pittore olandese (Zaandam, n. 1868 - Beuron, † 1946)
- Jan Vermeer van Utrecht, pittore olandese (Schipluiden, n. 1630 - Vreeswijk)
- Jan Cornelisz Vermeyen, pittore fiammingo (Beverwijk - Bruxelles, † 1559)
- Jan Victors, pittore olandese (Amsterdam, n. 1619 - Indie Orientali, † 1676)
- Joseph Vivien, pittore francese (Lione, n. 1657 - Bonn, † 1734)
- Jan Frans van Douven, pittore olandese (Roermond, n. 1656 - Düsseldorf, † 1727)
- Jan van Kessel il Vecchio, pittore fiammingo (Anversa, n. 1626 - Anversa, † 1679)
- Jan van Os, pittore olandese (Middelharnis, n. 1744 - L'Aia, † 1808)
- Jan Jansz van de Velde, pittore e incisore olandese (Haarlem, n. 1620 - Enkhuizen, † 1662)

## W(5)
- Jan Baptist Weenix, pittore, incisore e disegnatore olandese (Amsterdam, n. 1621 - Utrecht)
- Jan Weenix, pittore e disegnatore olandese (Amsterdam, n. 1642 - Amsterdam, † 1719)
- Jan Weissenbruch, pittore e incisore olandese (L'Aia, n. 1822 - L'Aia, † 1880)
- Jan Wijnants, pittore olandese (Haarlem, n. 1632 - Amsterdam, † 1684)
- Jan Wildens, pittore fiammingo (Anversa, n. 1586 - Anversa, † 1653)